# Friedlinde Cap
Friedlinde Cap, geborene Gebauer (* 23. März 1924 in Velden am Wörther See), ist eine österreichische Science-Fiction-Autorin und Übersetzerin. Sie veröffentlichte unter den Pseudonymen David Chippers und Alexander Robé.
Sie ist die Tochter des österreichischen Asienforschers Anton Karl Gebauer. Ihr Roman Zeit der Wanderungen war 1982 für den Kurd-Laßwitz-Preis nominiert.

## Bibliografie
- als Alexander Robé: Mit Atomkraft ins All. Waldheim Eberle, Wien 1950, DNB 363410716.
- als Alexander Robé: SOS von der Venus : Roman der Weltraumschiffahrt. Ill. von Kurt Röschl. Verlag Jugend & Volk, Wien 1956, DNB 454062052.
- als David Chippers: Zeit der Wanderungen. Heyne SF&F #3797, 1981, ISBN 3-453-30699-6.
- als David Chippers: Die Botschaft. Heyne SF&F #4003, 1983, ISBN 3-453-30940-5.